# ألدوستيرون
الألدوستيرون (بالإنجليزية:  Aldosterone)‏ يجعل الأنابيب الكلوية تحتفظ بالصوديوم والماء؛ وهذا الفعل يزيد من حجم السوائل في الجسم، وبالتالي يرفع من ضغط الدم. وتؤثر كثير من الأدوية على ضغط الدم عبر تأثيرها على الألدوستيرون كدواء سبيرونولاكتون الذي يحصر مستقبل الألدوستيرون. يشكل الألدوستيرون جزء من جهاز الرينين أنجيوتنسين وهو جهاز يساعد الجسم في الحفاظ على ضغط الدم من الانخفاض الشديد. كما يعتبر الألدوستيرون هرموناً ستيروئيدياً (من زمرة الكورتزونات المعدنية) (الكورتزونات إما معدنية أو سكرية حسب مجال تأثيرها الرئيسي في الاستقلاب) وينتج في منطقة قشر الكظر (الكظر : غدة صغيرة فوق الكلية، ولها منطقتين اللب وينتج الأدرنالين، واللقشر وينتج الكورتزول) ويعمل الألدوستيرون على نبيبات الكلية والقنوات الجامعة ويسبب الاحتفاظ بالصوديوم في الجسم وطرح البوتاسيوم إلى خارجه فيزيد استبقاء الماء في الجسم ويرفع الضغط الدموي.وتنقص فعالية الألدوستيرون في مرض أديسون وتزداد فعاليته في متلازمة كون

## التركيب
تصنع الكورتيكوستيروئيدات في الجسم انطلاقاً من كولسترول ضمن قشر الغدة الكظرية، وتتوسط معًا
```
مراحل التصنيع خمائر السيتوكروم ب 450 .
```

## عوامل تحرض على تصنيع الألدوستيرون
- زيادة تركيز الأنجيوتنسين 3 في مصورة الدم وهو أحد مستقلبات أنجيوتنسين 2.
- زيادة مستويات أنجيوتنسين 2 ، والهرمون الموجه لقشر الكظر ACTH، والبوتاسيوم وهي مكونات تزيد عادة في حالات عوز الصوديوم. مستوى الأنجيوتنسين 2 ينظمة مستوى أنجيوتنسين 1 وهو بدوره ينظم من قبل الهرمون رينين أما مستويات البوتاسيوم فهي أكثر المنبهات حساسية للألدوستيرون.
- يستخدم اختبار الهرمون الموجه لقشر الكظر ACTH أحياناً لتنبيه إنتاج الألدوستيرون مع الكورتزول بغرض التفريق بين عدم الكفاية الكظرية الأولية والثانوية
- حماض البلازما.
- عند تنبيه مستقبلات الشد في القلب، فعند اكتشاف وجود نقص في الضغط الدموي تحرض هذه المستقبلات الكظر لانتتاج الألدوستيرون، الذي يقوم بزيادة إعادة امتصاص الصوديوم من البول والعرق والمثانة وهذا يزيد الأسموزية في السائل خارج الخلايا (الدم بشكل رئيسي) وبالتالي يرجع الضغط الدموي إلى طبيعته.
- عبر عامل شحمي هو (موجهة المنطقة الكببية للكظر) adrenoglomerulotropin وهو منبه نوعي للألدوستيرون. (تحرر الألدوستيرون يتم بنظم نهاري).

## الوظيفة
يعد الألدوستيرون عضو رئيسي في مجموعة مواد داخلية من زمرة الكورتيكوستيروئيدات المعدنية، ومن هذه الزمرة أيضاً دي أوكسي كوتيكوستيرون مثلاً. يؤثر الألدوستيرون على الأنبوب البيعيد والقناة الجامعة عبر ثلاثة أمور:
1. التأثر على مستقبل الكورتيكو معدني مما يؤدي لزيادة نفوذية الغشاء للبوتاسيوم والصوديوم وينبه عمل مضخة الصوديوم والبوتاسيوم ويحرض حلمهة (هيدولايزز) ATP فيؤدس لفسفرة المضخة وتغير بنيوي فيها يخرج أيونات الصوديوم . وتؤدي فسفرة المضخة لألفة ضعيفة لأيونات الصوديوم وهكذا يعاد امتصاص الصوديوم والماء للدم ويطرح البوتاسيوم في البول وكذلك يعاد امتصاص أيون الكلور للتوازن الكهربي الكيماوي.
2. ينبه الألدوستيرون إفراز البروتون في القناة الجامعة وهكذا ينظم مستويات البيكربونات (HCO3−) في البلازما وبالتالي التوازن الحمضي/القلوي.
3. قد يعمل على الجهاز العصبي المركزي عبر الغدة النخاميّة الخلفية لتفرز الفازوبريسين ADH وهو يعمل على الحفاظ على الماء عبر تأثيرات مباشرة على إعادة امتصاص النبيب الكلوي.يعمل الألدوستيرون على الاحتفاظ ب 2% من الصوديوم المطروح عبر الكلية وهذه الكمية تعادل كل الصوديوم الموجود في الدم.